# ガストン・ガウディオ
ガストン・ガウディオ（Gastón Gaudio, 1978年12月9日 - ）は、アルゼンチン・ブエノスアイレス出身の男子プロテニス選手。El Gato（エル・ガト、スペイン語で「猫」の意味）というニックネームを持っている。右利き、バックハンド・ストロークは片手打ち。シングルス自己最高ランキングは5位。ATPツアーでシングルス8勝、ダブルス3勝を挙げた。
2004年全仏オープン男子シングルスにて当時世界ランキング44位でありながら優勝を果たした。2005年最終戦テニス・マスターズ・カップベスト4。

## 選手経歴
6歳からテニスを始め、成長期にはテニスと並んでサッカーにも親しんだ。1996年にプロ入り。2000年9月のシドニー五輪に出場したが1回戦で敗退している。
2002年4月、バルセロナ・オープンとマヨルカ・オープンで2週連続優勝を果たす。バルセロナ・オープンでは準決勝で第1シードのレイトン・ヒューイットを破り、決勝でアルベルト・コスタを破ってツアー初優勝を決めた。翌週のマヨルカ・オープンでは準々決勝でグスタボ・クエルテンを破った後、決勝でヤルコ・ニエミネンを破り、2週連続優勝を飾った。しかし、ガウディオはその後2004年全仏オープンまで2年間シングルスの優勝がなかった。
2004年全仏オープンで、ガウディオはノーシード選手であったが、準々決勝でレイトン・ヒューイット、準決勝でダビド・ナルバンディアンを破って決勝に進んだ。準決勝のナルバンディアン戦に続き、決勝もギリェルモ・コリアとのアルゼンチン対決になった。最初の2セットを0-6, 3-6で落とし、コリアの優勝まであと1セットから、ガウディオは反撃を開始、第3,4セットを6-4, 6-1で奪うと、最終第5セットでもコリアのチャンピオンシップ・ポイント(優勝が決まるポイント)を何本もしのぎ、8-6で取って全仏オープン初優勝を決めた。この年はダブルスでも、同じアルゼンチンのフアン・イグナシオ・チェラと組んだ優勝が2つあった。
全仏優勝の翌年、ガウディオは2005年に男子ツアーで自己最高成績のシングルス年間5勝を挙げたが、大会前年優勝者として臨んだ全仏オープンでは4回戦でダビド・フェレールに6-2, 4-6, 6-7, 7-5, 4-6のフルセットで敗れた。2006年はシングルスの優勝はなかったが、ダブルスでマックス・ミルヌイと組んだ優勝が1つある。2007年以降は足首の怪我に悩まされておりランキングも下降、2008年9月にはついにATPランクを失っている。
2010年全仏オープンでは6年前の優勝者が予選で敗退するという屈辱を味わった。2010年8月にオーストリアのチャレンジャー大会に出場したのが最後になり、2011年8月、アルゼンチンのテレビ番組で引退を正式に発表した。
ガウディオのシングルス16回、ダブルス3回の決勝進出は全てクレーコートの大会である。

## ATPツアー決勝進出結果

### シングルス: 16回 (8勝8敗)
| 大会グレード                                  |
| グランドスラム (1-0)                          |
| テニス・マスターズ・カップ (0-0)              |
| ATPマスターズシリーズ (0-0)                   |
| ATPインターナショナルシリーズ・ゴールド (2-5) |
| ATPインターナショナルシリーズ (5–3)           |

| サーフェス別タイトル |
| ハード (0-0)         |
| クレー (8-8)         |
| 芝 (0-0)             |
| カーペット (0-0)     |

| 結果   | No. | 決勝日        | 大会                 | サーフェス | 対戦相手                 | スコア                  |
| ------ | --- | ------------- | -------------------- | ---------- | ------------------------ | ----------------------- |
| 準優勝 | 1.  | 2000年7月17日 | シュトゥットガルト   | クレー     | フランコ・スキラーリ     | 2–6, 6–3, 6–4, 4–6, 2–6 |
| 準優勝 | 2.  | 2001年2月12日 | ビニャ・デル・マール | クレー     | ギリェルモ・コリア       | 6–4, 2–6, 5–7           |
| 優勝   | 1.  | 2002年4月22日 | バルセロナ           | クレー     | アルベルト・コスタ       | 6–4, 6–0, 6–2           |
| 優勝   | 2.  | 2002年4月29日 | マヨルカ             | クレー     | ヤルコ・ニエミネン       | 6–2, 6–3                |
| 準優勝 | 3.  | 2002年7月15日 | グシュタード         | クレー     | アレックス・コレチャ     | 3–6, 6–7(3–7), 6–7(3–7) |
| 準優勝 | 4.  | 2004年5月2日  | バルセロナ           | クレー     | トミー・ロブレド         | 3–6, 6–4, 2–6, 6–3, 3–6 |
| 優勝   | 3.  | 2004年5月24日 | 全仏オープン         | クレー     | ギリェルモ・コリア       | 0–6, 3–6, 6–4, 6–1, 8–6 |
| 準優勝 | 5.  | 2004年7月5日  | ボースタード         | クレー     | マリアノ・サバレタ       | 1–6, 6–4, 6–7           |
| 準優勝 | 6.  | 2004年7月12日 | シュトゥットガルト   | クレー     | ギリェルモ・カナス       | 7–5, 2–6, 0–6, 6–1, 3–6 |
| 準優勝 | 7.  | 2004年7月25日 | キッツビュール       | クレー     | ニコラス・マスー         | 6–7(3–7), 4–6           |
| 優勝   | 4.  | 2005年1月31日 | ビニャ・デル・マール | クレー     | フェルナンド・ゴンサレス | 6–3, 6–4                |
| 優勝   | 5.  | 2005年2月7日  | ブエノスアイレス     | クレー     | マリアノ・プエルタ       | 6–4, 6–4                |
| 優勝   | 6.  | 2005年5月1日  | エストリル           | クレー     | トミー・ロブレド         | 6–1, 2–6, 6–1           |
| 優勝   | 7.  | 2005年7月4日  | グシュタード         | クレー     | スタニスラス・ワウリンカ | 6–4, 6–4                |
| 準優勝 | 8.  | 2005年7月24日 | シュトゥットガルト   | クレー     | ラファエル・ナダル       | 6–3, 6–3, 6–4           |
| 優勝   | 8.  | 2005年7月31日 | キッツビュール       | クレー     | フェルナンド・ベルダスコ | 2–6, 6–2, 6–4, 6–4      |

### ダブルス: 3回 (3勝0敗)
| 結果 | No. | 決勝日        | 大会                 | サーフェス | パートナー                 | 対戦相手                                          | スコア                 |
| ---- | --- | ------------- | -------------------- | ---------- | -------------------------- | ------------------------------------------------- | ---------------------- |
| 優勝 | 1.  | 2004年2月15日 | ビニャ・デル・マール | クレー     | フアン・イグナシオ・チェラ | ニコラス・ラペンティ マルティン・ロドリゲス       | 7–6(7–2), 7–6(7–3)     |
| 優勝 | 2.  | 2004年4月18日 | エストリル           | クレー     | フアン・イグナシオ・チェラ | フランティシェク・チェルマク レオシュ・フリエドル | 6–2, 6–1               |
| 優勝 | 3.  | 2006年7月24日 | シュトゥットガルト   | クレー     | マックス・ミルヌイ         | イブ・アレグロ ロベルト・リンドステット           | 7–5, 6–7(4–7), [12-10] |

## 4大大会優勝
- 全仏オープン：1勝（2004年）

| 年     | 大会         | 対戦相手           | 試合結果                |
| ------ | ------------ | ------------------ | ----------------------- |
| 2004年 | 全仏オープン | ギリェルモ・コリア | 0-6, 3-6, 6-4, 6-1, 8-6 |

## 4大大会シングルス成績
略語の説明
| W | F | SF | QF | #R | RR | Q# | LQ | A | Z# | PO | G | S | B | NMS | P | NH |

W=優勝, F=準優勝, SF=ベスト4, QF=ベスト8, #R=#回戦敗退, RR=ラウンドロビン敗退, Q#=予選#回戦敗退, LQ=予選敗退, A=大会不参加, Z#=デビスカップ/BJKカップ地域ゾーン, PO=デビスカップ/BJKカッププレーオフ, G=オリンピック金メダル, S=オリンピック銀メダル, B=オリンピック銅メダル, NMS=マスターズシリーズから降格, P=開催延期, NH=開催なし.
| 大会           | 1997 | 1998 | 1999 | 2000 | 2001 | 2002 | 2003 | 2004 | 2005 | 2006 | 2007 | 2008 | 2009 | 2010 | 通算成績 |
| -------------- | ---- | ---- | ---- | ---- | ---- | ---- | ---- | ---- | ---- | ---- | ---- | ---- | ---- | ---- | -------- |
| 全豪オープン   | A    | A    | A    | 1R   | 1R   | 3R   | 2R   | 2R   | 3R   | 3R   | 1R   | A    | A    | A    | 8–8      |
| 全仏オープン   | A    | A    | 3R   | 2R   | 1R   | 4R   | 3R   | W    | 4R   | 4R   | 2R   | A    | 1R   | LQ   | 21–9     |
| ウィンブルドン | LQ   | LQ   | 1R   | 1R   | 1R   | 2R   | 1R   | A    | A    | 2R   | A    | A    | A    | A    | 2–6      |
| 全米オープン   | A    | A    | 1R   | 1R   | 1R   | 3R   | 1R   | 2R   | 1R   | 3R   | A    | A    | LQ   | A    | 5–8      |

※: 2005年全仏2回戦の不戦勝は通算成績に含まない